# 2129
Het jaar 2129 is een jaartal volgens de christelijke jaartelling.

## Gebeurtenissen
- 20 september - Planetoïde 1981 Midas komt binnen een afstand van 0,0485 astronomische eenheden van de Aarde.